# Marin Le Roy de Gomberville
Marin Le Roy de Gomberville (Parigi, 1600 – Parigi, 14 giugno 1674) è stato un poeta e romanziere francese, eletto fra i primi 40 membri dell'Académie française.

## Biografia
Figlio di un ristoratore alla Chambre des comptes, fu un letterato molto precoce. All'età di quattordici anni scrisse un Éloge de la vieillesse in 110 quartine, la cui qualità è oggi giudicata molto scarsa. Poco dopo il raggiungimento della maggior età aveva già scritto la prefazione alle poesie di François Maynard, un trattato filosofico, due opere di storia e tre romanzi d'avventura (La Charitie, Polexandre in cinque volumi e Cythérée in quattro volumi e rimasto incompiuto). Un quarto romanzo, Jeune Alcidiane apparve nel 1651, dopo la sua conversione al Giansenismo. Pochi anni prima (1627) era apparso in Francia il romanzo pastorale L'Astrée di Honoré d'Urfé. I romanzi di Gomberville, uomo dal sapere enciclopedico, sono ben diversi dalle pastorellerie: sono romanzi pseudostorici, con temi "eroici" (avventure, principi, corsari, duelli, sciabolate, ecc.), ambientati in terre esotiche, che peraltro l'autore non aveva mai visitato (Americhe, Egitto, Senegal, ecc.), trame intricate e confuse, ma che comunque piacquero molto ai contemporanei e vennero tradotti anche in lingua italiana.
Ammesso tra i primi membri dell'Académie française (13 marzo 1634), lavorò alla stesura del Dictionnaire de l'Académie française. Prese parte più volte alle discussioni dell'Académie; suscitò fra l'altro un vivace dibattito, che ebbe un'eco anche al di fuori dell'Académie, con la sua proposta di vietare nella francese la congiunzione  «car» (poiché). Di lui Jean Chapelain disse che «parlava un linguaggio molto puro, e i suoi romanzi ne sono la prova».
Divenuto giansenista, trascorse gli ultimi venticinque anni della sua vita in pio ritiro, tenendosi lontano dall'Académie.
Morì nel 1674 ed oggi riposa nel vecchio Cimitero di Saint-Gervais.